# Hratschja Petikjan

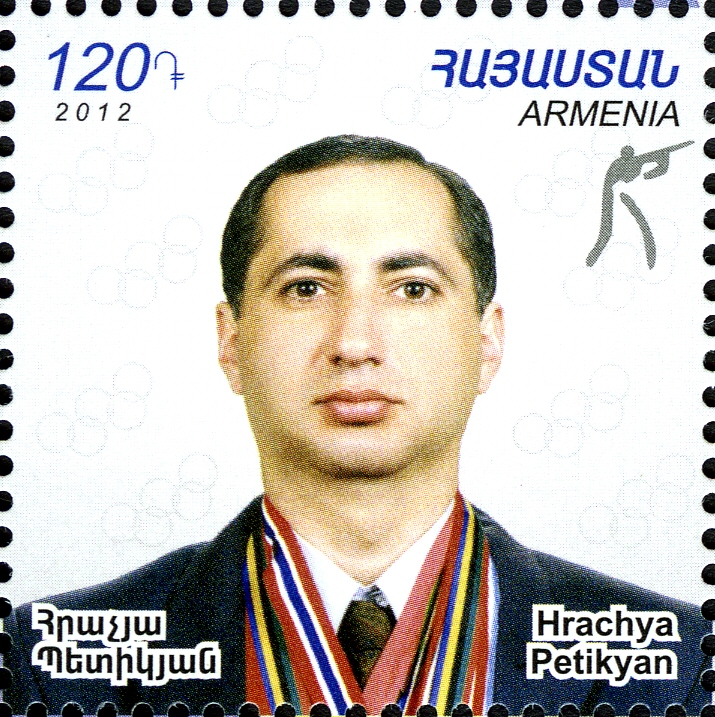
Hratschja Petikjan auf einer Briefmarke des Jahres 2012

Hratschja Petikjan (armenisch Հրաչյա Պետիկյան, russisch Грачья Ваганович Петикян, Gratschja Waganowitsch Petikjan, englisch Hrachya Petikyan; * 23. Januar 1960 in Jerewan, Armenische SSR, Sowjetunion) ist ein ehemaliger sowjetischer, ab 1993 armenischer Sportschütze. 1992 war er Olympiasieger im Dreistellungskampf mit dem Kleinkalibergewehr.

## Karriere
Petikjans internationale Karriere begann bei den Europameisterschaften 1985, als er in Osijek die Bronzemedaille im Dreistellungskampf gewann. Bei den gleichen Europameisterschaften belegte er den vierten Platz in der Stehend-Position und den sechsten Platz im Kniend-Schießen. Die sowjetische Mannschaft siegte im Dreistellungskampf und in der Liegend-Position. 1986 gewann Petikjan sowohl beim Weltcup in Mexiko-Stadt als auch in Bukarest einen Wettbewerb, bei den Weltmeisterschaften in Suhl belegte er den fünften Platz in der Liegend-Position. 1988 siegte Petikjan bei den Europameisterschaften in Stavanger mit dem Luftgewehr und gewann mit der Mannschaft die Bronzemedaille. Bei den Olympischen Spielen 1988 in Seoul belegte er mit dem Luftgewehr den 24. Platz, im Kleinkaliber-Dreistellungskampf erreichte er das Finale der besten acht Schützen und belegte den sechsten Platz mit fast drei Ringen Rückstand auf die Bronzemedaille, die sein sowjetischer Mannschaftskamerad Kirill Iwanow gewann.
Bei den Europameisterschaften 1989 gewann Petikjan den Wettbewerb mit dem Kleinkalibergewehr in der Stehend-Position und belegte im Dreistellungskampf den achten Platz. In der Teamwertung siegte Petikjan mit der sowjetischen Mannschaft in beiden Disziplinen. 1990 fanden die Weltmeisterschaften in Moskau statt. Petikjan gewann Bronze in der Kniend-Position und im Dreistellungskampf. Er belegte im Stehendschießen den vierten Platz. Mit der Mannschaft siegte er im Dreistellungskampf sowie in der Liegend- und Stehend-Position. Mit dem freien Gewehr auf 300 Meter belegte Petikjan in Moskau den siebten Platz im Dreistellungskampf und den fünften Platz kniend. Mit der Mannschaft siegte er im Dreistellungskampf. Kniend gewann die sowjetische Mannschaft Silber hinter den Schweden, stehend hinter den Franzosen.
1992 startete international nicht mehr die sowjetische Mannschaft, für die Gemeinschaft Unabhängiger Staaten (GUS) trat bei den Olympischen Spielen in Barcelona das Vereinte Team an. Hratschja Petikjan startete in Barcelona in beiden Disziplinen mit dem Kleinkalibergewehr. Im Liegendschießen erreichte er das Finale und belegte den achten Platz. Zwei Tage später zog er als Vierter der Qualifikation in das Finale im Dreistellungskampf ein, er gewann mit 0,8 Ringen Vorsprung vor dem US-Schützen Robert Foth.
Ab 1993 trat Hratschja Petikjan für Armenien an. Bei den Europameisterschaften 1993 gewann er in Brünn die Silbermedaille im Kleinkaliber-Dreistellungskampf und belegte den achten Platz in der Liegend-Position. 1994 erreichte er bei den Weltmeisterschaften in Mailand den sechsten Platz im Dreistellungskampf. 1996 verpasste er als 13. der Qualifikation das Finale bei den Olympischen Spielen in Atlanta. Vier Jahre später belegte er bei den Olympischen Spielen in Sydney den 29. Platz. Nach den Europameisterschaften 2002 endete Petikjans internationale Karriere.
Petikjan startete für Dynamo Jerewan, er ist studierter Chemiker.